# قرنیه
قَرنیه یا قُرنیه (به انگلیسی: Cornea)، بخشی از پردهٔ صُلبیه است که در جلو چشم قرار دارد و کاملاً شفاف است و نور را به‌سهولت از خود عبور می‌دهد. قرنیه به عنوان یک لایهٔ نازک و شفاف، در بخش جلویی کرهٔ چشم قرار دارد و زلالیه، عنبیه و مردمک را می‌پوشاند. قطر قرنیه ۱۲–۱۱ میلی‌متر و ضریب شکست آن ۱٫۳۷۷ است. درون قرنیه هیچ‌گونه رگی وجود ندارد. 
قرنیه مانند شیشه پنجره، درون چشم را از محیط بیرونی جدا می‌کند و دو وظیفه مهم دارد: یکی آنکه پرتوهای نور را به داخل چشم هدایت کند و آن‌ها را روی پرده شبکیه متمرکز کند، دوم آنکه از ساختمان‌های داخل کره چشم محافظت نماید. قرنیه را نمی‌توان عضوی از بدن دانست بلکه قسمتی از کرهٔ چشم است. 
برای آنکه نور بتواند وارد چشم شده و به پرده شبکیه برسد، ابتدا باید از قرنیه عبور کند؛ بنابراین شفاف بودن قرنیه اهمیت زیادی در بینایی دارد. نور پس از عبور از قرنیه و عدسی چشم به شبکیه می‌رسد تا در آنجا تصویر تشکیل گردد و پس از فعل و انفعالاتی، اطلاعات این تصویر به صورت امواج الکتریکی-عصبی به مغز منتقل گردد و فعل بینایی کامل گردد.

## ریشه‌شناسی
کلمه گـُرن یک کلمه خوارزمی به معنای بوق است، که کلماتی چون کرنش فارسی و horn انگلیسی مشتق از آن هستند. قرنیه به صورت cornea وارد زبان لاتین گردید.
از سوی دیگر، کلمه قـَرن در عربی به معنای بوق است که مصداق آن کلمه ذوالقرنین است. زین روست که در عربی قـَرنیه تلفظ می‌شود.

## ساختار قرنیه
قرنیه از ۳ لایهٔ سلولی و دو غشا تشکیل شده است. این لایه‌ها از سطح قرنیه به عمق آن به ترتیب عبارت اند از:
- بافت پوششی (اپی‌تلیوم)
- غشاء بومن
- استرومای قرنیه
- غشاء دسمه
- بافت آندوتلیوم

## بیماری‌های قرنیه

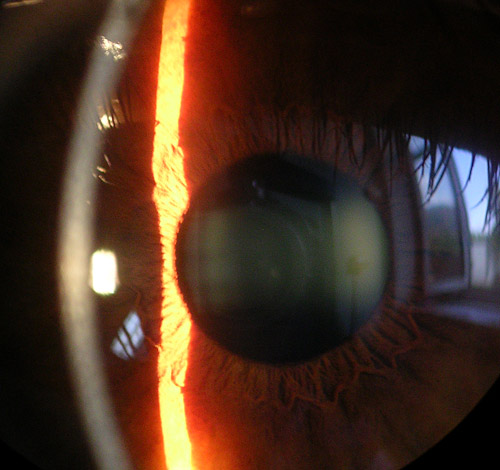
عکس‌برداری از قرنیه، عنبیه و عدسی

بیماری‌های قرنیه عموماً موجب مشکلات دید می‌شود.
- آستیگماتیسم
- التهاب قرنیه (کراتیت)
- قوز قرنیه